# Steven MacLean
Pour les articles homonymes, voir Steve MacLean et MacLean.
Steven Glenwood MacLean (né le 14 décembre 1954 à Ottawa) est un astronaute canadien et directeur de l'Agence spatiale canadienne de 2008 à 2013.

## Biographie
Il fait ses études primaires et secondaires à Ottawa et obtient un baccalauréat en sciences en 1977. Il obtient son doctorat en physique en 1983 à l'Université York à Toronto en Ontario. Il a été sélectionné en temps qu'un des six premiers astronautes canadiens dans le mois de décembre 1983

## Missions
- STS-52 : Columbia en tant que spécialiste de charge utile.
- STS-115 : Atlantis en tant que spécialiste de mission.